# Proceso judicial a Francisco I. Madero

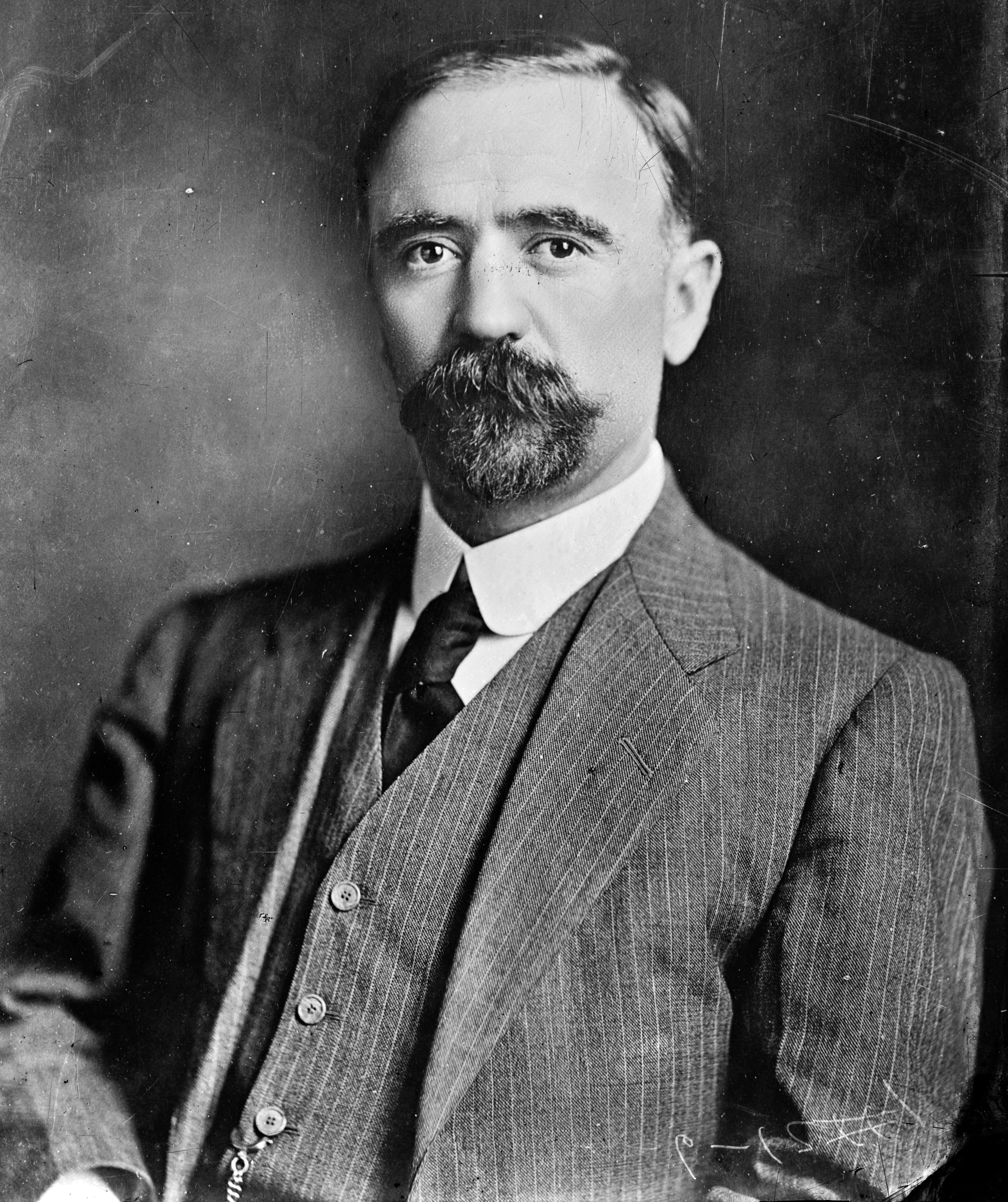
Francisco I. Madero, presidente de México (1911-1913).

En 1908, Porfirio Díaz abrió la contienda electoral con una entrevista al periodista James Creelman. Como muchos otros, Francisco I. Madero mostró un profundo interés por participar en el proceso electoral, convencido de que la vía democrática, el respeto a la ley y a la Constitución, y la restauración de la legalidad como una norma de conducta de sociedad y gobierno serían la única manera de transformar a México y revertir la tiranía. Díaz, a pesar de haber anunciado su retiro de la política, decidió buscar su reelección por octava vez, mientras que los grupos políticos ligados al porfiriato comenzaron su lucha entre sí por el poder (“corralistas” y “reyistas” o “dehesistas”), especialmente por alcanzar la candidatura a la vicepresidencia, pues todo mundo asumía que Díaz moriría antes de 1916, año en que terminaría su periodo. Los corralistas a fines de 1909 lograron sacar a Bernardo Reyes de la jugada, y los reyistas se dispersaron. Muchos de ellos cayeron en el antirreeleccionismo.
En 1908, Madero había publicado su libro “La sucesión presidencial en 1910”, que le dio visibilidad en la vida política y le granjeó simpatizantes y adeptos a su causa democrática y contraria a la reelección de Díaz. Reunió a la prensa de oposición y vio crecer su movimiento, entre otras cosas por su campaña proselitista a favor de la idea de legalidad, y por sus giras políticas que cubrieron muchas ciudades de la nación, hasta en lugares alejados, como Yucatán. Entonces comenzaron los golpes: Ramón Corral y su gente querían detener a Madero para evitar que llegara a la Convención y se convirtiera en candidato. Lograron que se emitiera una orden de aprehensión al dar seguimiento a un litigio por un predio, pero Madero salió bien librado, y fue elegido por aclamación como candidato del Partido Antirreeleccionista y del Nacional Democrático en 1909.
Entonces sus opositores optaron por “utilizar” la ley e “inventarle” cargos, para que nadie pudiera votar por él, utilizando a un abogado venal. La policía y el juez de distrito recurrieron a versiones falseadas de sus discursos de campaña para acusarlo del grave delito de insulto a la autoridad en la figura del presidente y conato de rebelión, por llamar a Porfirio Díaz tirano e invitar a sus seguidores a defender hasta con la propia vida el proceso electoral por venir. Mientras sucedieron las elecciones, detenido y encarcelado en Nuevo León, fue posteriormente enviado a San Luis Potosí, donde logró huir hacia los Estados Unidos, después de ser liberado al pagar una fianza. Ya en los Estados Unidos, desde la ciudad de San Antonio, Texas, y reunido con sus colaboradores, lanza el Plan de San Luis el 5 de octubre de 1910. Dicho documento declaraba ilegal la elección presidencial de 1910 en la cual Porfirio Díaz resultó ganador, e invitaba a la población en México a sostener el ideal de “sufragio efectivo, no reelección”, mediante el levantamiento armado convocado en el mismo documento para el 20 de noviembre de 1910.
A partir de la promulga de este documento, que pugnaba un cambio político revolucionario, México comenzó también un proceso de revolución social que convulsionó al país por varios años.
Los levantamientos armados que emanaron de los ideales de este documento, permitieron que el gobierno de Porfirio Díaz llegara a su fin, y una muy frágil democracia iniciara con la elección de Madero como presidente de México.